# انجمن طراحان صنعتی آمریکا
انجمن طراحان صنعتی آمریکا (به انگلیسی: Industrial Designers Society of America) (اختصاری IDSA) یک سازمان غیرانتفاعی مبتنی بر عضویت است که تمرین و آموزش طراحی صنعتی را ترویج می‌کند.
این سازمان به‌طور رسمی در سال ۱۹۶۵ میلادی با ادغام مشترک مؤسسه طراحان صنعتی (آی‌دی‌آی)، انجمن طراحان صنعتی آمریکا (ای‌اس‌آی‌دی) و انجمن آموزش طراحان صنعتی (آی‌دی‌ای‌ای) تأسیس شد. با این حال، منشأ آن را می‌توان به دههٔ ۱۹۲۰ میلادی، قبل از تأسیس مؤسسه طراحی آمریکایی (ای‌دی‌آی) در سال ۱۹۳۸ میلادی، که سلف آی‌دی‌آی بود، ردیابی کرد. اولین رئیس آن جان واسوس و اولین رئیس آن هنری دریفوس بود.
انجمن فصلنامه‌ای به نام «نوآوری» منتشر می‌کند که در آن کلاوس کریپندورف اصطلاح «معناشناسی محصول» را در مقالۀ خود در سال ۱۹۸۴ میلادی «کاوش در کیفیت‌های نمادین فرم» و همچنین کتاب‌هایی مانند «اسرار طراحی: محصولات: رونمایی ۵۰ پروژۀ زندگی-واقعی»، را منتشر می‌کند.
در سال ۱۹۸۰ میلادی، انجمن جوایز بین‌المللی برتری طراحی (آی‌دی‌ای‌ای) را تأسیس کرد.